# Kaalnekvruchtenkraai
De kaalnekvruchtenkraai (Gymnoderus foetidus) is een zangvogel uit de familie cotinga's (Cotingidae). De wetenschappelijke naam van de soort werd in 1758 als Gracula foetida gepubliceerd door Carl Linnaeus.

## Verspreiding en leefgebied
Deze soort komt voor van zuidelijk Venezuela en de Guyana's tot noordelijk Bolivia en amazonisch Brazilië.

## Status
De grootte van de populatie is niet gekwantificeerd maar de soort wordt omschreven als vrij algemeen. Op de Rode lijst van de IUCN heeft deze soort de status niet bedreigd.